# Балог, Сьюзанн
Сьюзанн Элспет (Сьюзи) Балог (англ. Suzanne Elspeth "Suzy" Balogh; род. 8 мая 1973 года) — австралийский стрелок, выступавшая в дисциплинах трап и дубль-трап. Олимпийская чемпионка 2004 года в трапе. Награждена медалью ордена Австралии (OAM).

## Карьера
Заниматься стендовой стрельбой Сюзанна Балог начала в 1998 году. Год спустя выиграла две медали на чемпионате Океании по стрельбе (в том числе золото в трапе).
В 2001 году одержала первую в карьере победу на этапе Кубка мира в Сеуле. В том же году стала бронзовым призёром финального этапа Кубка в Дохе.
На Олимпийских играх дебютировала в Афинах в 2004 году. Выступала в двух дисциплинах. В женском дубль-трапе показала в квалификации 13-е место и не прошла в финал, а в трапе австралийка выиграла золотую медаль. Сюзанна захватила лидерство после квалификации (66 удачных выстрелов из 75), а в финале  лишь упрочила свою лидерство, набрав 88 баллов и обойдя на четыре попадания ставшую второй испанку Марию Квинталь.
В 2008 году не принимала участие в Олимпиаде и не защищала звание олимпийской чемпионки. В 2012 году в Лондоне второй раз стартовала на Играх, пробилась в трапе в финальный раунд, но заняла там последнее, шестое место.
На чемпионатах мира Сюзанна Балог медали не завоёвывала. Её лучшее место на мирровых первенствах — четвёртое место в 2007 году в состязаниях на траншейном стенде.